# Джатья (партия)
Джатья (бенг. জাতীয় পার্টি) — националистическая политическая партия Бангладеш, была основана в Дакке, в 1986 году.

## История
Начальник штаба сухопутных войск генерал-лейтенант Хусейн Мухаммад Эршад узурпировал государственную власть путём военного переворота 24 марта 1982 года и управлял страной до декабря 1983 года. Деятельность всех политических партий была запрещена, когда Ахсануддин Чоудхури был назначен президентом Бангладеш и ввёл чрезвычайное положение.
Эршад хотел всё больше хотел влиять на общество, и решил создать собственную политическую партию. Партия Джанадал сразу встала под руководство Ахсануддина Чоудхури на собрании политических активистов 27 ноября 1983 года, после того, как программа партии из 19-ти пунктов была провозглашена Эршадом 17 марта 1983 года.
Окончательно же Джатья партия была сформирована по инициативе Эршада в результате слияния Джанадал и нескольких мелких партий. Руководящий комитет Джатья партии состоял из 13 членов. 1 октября 1985 года запрет на политическую деятельность был частично снят, и в течение менее шести месяцев Джатья партия была зарегистрирована. 1 января 1986 Хусейн Мухаммад Эршад был избран председателем партии.
В 1986 году планировалось проведение выборов. 21 марта 1986 года, Президент Эршад обратился к партиям с предложением участвовать в выборах, но некоторые партии бойкотировали выборы. В выборах, состоявшихся 7 мая 1986 года, Джатья получила 153 места, а Авами Лиг получила 76 мест, и справедливость выборов была поставлена под сомнение. На президентских выборах, состоявшихся 15 октября 1986 года, Эршад был избран президентом. Основные оппозиционные партии бойкотировали выборы.
Политическое движение с требованием отставки президента Эршада достигло пика в 1987 году. 6 декабря 1987 года был распущен парламент. На выборах в новый состав парламента, состоявшиеся 3 марта 1988 года партия Джатья получила 251 мест, в то время как все остальные политические партии, бойкотировали выборы. В условиях массовых акций протеста и забастовок в 1989 году Эршад объявил о введении режима чрезвычайного положения, но забастовки и протесты продолжались, негативно сказываясь на экономике. Наконец, в декабре 1990 года Эршад был вынужден уйти в отставку. Он официально передал власть и.о. Президента 6 декабря, а Чоудхури взял на себя обязанности председателя партии. На выборах, состоявшихся 27 февраля 1991 года партия Джатья стала третьей силой, с 35 местами в парламенте Бангладеш.
После пятых выборов в парламент 12 июня 1996 года Националистическая партия Бангладеш сформировала правительство. Джатья добилась 32 мест.
На выборах 1996 года, Авами Лиг обеспечила себе большинство мест в парламенте. Джатья поддержала Лигу Авами, и они вместе сформировали правительство. Анвар Хоссейн Манджу, генеральный секретарь партии Джатья, был включён в кабинет Шейха Хасины в должности министра связи.
После того как Эршад был освобождён под залог 9 января 1997 года, Джатья раскололась на три фракции. В ходе всеобщих выборов 2001 года, фракция Эршада получила 14 мест.
В 2014 году партия Джатья призвала к бойкоту выборов в парламент.
Глава партии — Хуссейн Мохаммад Эршад